# La Chapelle-Orthemale
La Chapelle-Orthemale è un comune francese di 127 abitanti situato nel dipartimento dell'Indre nella regione del Centro-Valle della Loira.

## Società

### Evoluzione demografica
Abitanti censiti